# Gösta Theselius
Teodor Gösta Theselius (* 9. Juni 1922 in Stockholm; † 24. Januar 1976 ebendort) war ein schwedischer Jazzmusiker (Piano, Tenorsaxophon, Klarinette, Arrangement, Komposition).

## Leben und Wirken
Sein älterer Bruder war der Musiker Hans Theselius (1919–1981). Theselius arbeitete in den 1940er Jahren vor allem in Big Bands; erste Aufnahmen entstanden als Saxophonist mit Thore Jederby (1940, 1941), danach arbeitete er in Bigbands unter der Leitung von Håkan von Eichwald (1940–41), Sam Samson (1941–43), Lulle Ellboj (1943–46); Aufnahmen entstanden auch mit Thore Ehrling (1944, 1951, 1953).
Im Bereich des Modern Jazz gehörte Theselius zunächst zur Band von Simon Brehm (1947/8) und legte dann eigene Aufnahmen vor. Als Pianist spielte er dann in der Band von Arne Domnérus (1949–50); er nahm am Piano auch mit Musikern wie James Moody (1949), Charlie Parker (1950) und Benny Bailey (1959) auf, als Saxophonist mit Jimmy Raney und Sonny Clark.
Theselius war zudem als vielseitiger Arrangeur bekannt (er war der Hauptarrangeur von Ellboj während seiner Zeit bei dieser Band). Seine Arrangements und Kompositionen werden zu den am besten integrierten schwedischen Jazzkompositionen der 1940er und 1950er Jahre gezählt und sind von führenden amerikanischen Bigbands, wie jenen von Stan Kenton, Dizzy Gillespie und Boyd Raeburn beeinflusst. Unter anderem arrangierte er „Sunday“ für Harry Arnold (auf dem Album This Is Harry, 1957) und eine Reihe von Titeln, die auf Arnolds Album Studio Sessions zu hören sind, insbesondere „Moonlight in Vermont“. Unter eigenem Namen legte er Alben mit Kompositionen von Gerard Tersmeden und mit Unterhaltungsmusik (A Bouquet of Swedish Evergreens, 1959) vor. Ältere Aufnahmen erschienen 1992 auf der Kompilation Arne Domnérus, Gösta Theselius, Charles Norman:  The Legendary Years Vol 9.
Insbesondere in den 1950er und frühen 1960er Jahren komponierte Theselius zahlreiche Filmmusiken.

## Filmographie
- 1942 – Olycksfågeln nr 13
- 1951 – Uppdrag i Korea
- 1955 – Flicka i kasern
- 1955 –  Paradise
- 1956 – Suss gott
- 1956 – The Stranger from the Sky
- 1956 – Flamman
- 1956 – Blånande hav
- 1957 – The Halo Is Slipping
- 1957 – Räkna med bråk
- 1960 – Kärlekens decimaler
- 1961 – Karneval
- 1961 – Two Living, One Dead